# 368 TCN
368 TCN là một năm trong lịch La Mã.